# Neodvisnost medijev
Neodvisnost medijev je odsotnost zunanjega nadzora in vpliva na medijsko ustanovo ali posamezno podjetje. Gre za merilo zmožnosti za "odločanje in ravnanje v skladu z lastno logiko", po čemer se neodvisni mediji razlikujejo od državnih medijev.
Konceptu neodvisnosti medijev so kot normativnemu načelu v medijski politiki in novinarstvu pogosto ugovarjali. Nick Couldry (2009) meni, da je digitalna preobrazba s tehnološko, politično in socialno dinamiko, ki jo prinaša, zmanjšala pomen tiska kot javnega dobrega (npr. z zameglitvijo razlike med novinarstvom in oglaševanjem). Iz tega razloga pisci, kot so Daniel Hallin, Kelly McBride in Tom Rosenstiel, menijo, da so relevantnejše druge norme (npr. transparentnost in participacija). Karppinen in Moe navajata, da so "potemtakem tisto, o čemer govorimo kot o medijski neodvsnosti, značilnosti odnosov med, na eni strani, posameznimi entitetami, ki segajo od medijskih ustanov prek novinarskih kultur do posameznih govornikov, po drugi strani pa njihovo socialno okolje, vključno z državo, političnimi interesnimi skupinami, trgom ali prevladujočo kulturo."

## Pregled
Na neodvisnost medijev vplivata dva dejavnika. Razpad in kriza poslovnih modelov, ki so desetletja podpirali tiskane in oddajne medije, sta bolj prizadela tradicionalne medije, saj poskušajo vzpostaviti nove vire prihodka. Na številnih področjih so varčevalni ukrepi privedli do obsežnih proračunskih rezov pri javnem radiu in televiziji, preselitve zaposlenih in omejitve inovacij na področju programiranja.
Indikator pomanjkanja neodvisnosti je raven javnega zaupanja v verodostojnost novinarstva. Skladno z barometrom Edelmanovega trusta se zdi, da zaupanje v medije upada, kar odraža upad zaupanja v državo, gospodarstvo in nevladne organizacije (NVO). Po letu 2012 so se zelo uveljavili internetni mediji, ki so si pridobili zaupanje po vsem svetu, vendar pa so na zaznavanje verodostojnosti spletnih informacij zelo vplivali seznanjenost z obstojem lažnih novic, filtrirnih mehurčkov in algoritmov. Anya Schiffrin pravi, da je kljub začetnemu optimizmu, da bodo take tendence zmanjšali družbeni mediji, ki bodo omogočili širše sodelovanje državljanov v medijih, vse več signalov, da so družbeni mediji podobno dovzetni za politično polastitev in polarizacijo, kar bo še dodatno zmanjšalo zaupanje uporabnikov v informacije na teh platformah.
Regulatorji medijev vplivajo na uredniško neodvisnost, ki je še vedno globoko prepletena s političnimi in gospodarskimi vplivi in pritiski. Zasebni mediji, ki delujejo zunaj nadzora vlade in z minimalnim uradnim nadzorom, so še vedno odvisni od oglaševalske podpore, pri čemer obstaja nevarnost zlorabe oglaševalcev kot političnega orodja večjih oglaševalcev, npr. vlade.
Nove tehnologije so dodale pojmu medijske svobode novo vsebino. Zbiranje, izbira, združevanje, sinteza in obdelava podatkov se zdaj vse bolj opravljajo avtomatizirano. Čeprav je deljenje medijskih objav ključno za zvišanje pomena nekaterih virov novic ali zgodb, je to, kar se pojavlja v posameznih tokovih novic na platformah, kot sta npr. Facebook ali Google News, tudi proizvod drugih sil. To vključuje algoritmično računanje na podlagi preteklih vzorcev posameznega uporabnika in njegovega družbenega omrežja. Leta 2016 opravljena raziskava je pokazala, da imajo uporabniki pri izbiri novic rajši algoritme kot urednike. Kljub dozdevni nevtralnosti lahko algoritmi pogosto zmanjšajo uredniško integriteto in pripeljejo do diskriminacije ljudi na podlagi rase, socio-ekonomskih okoliščin in geografskega položaja.